# Musée national de Zrenjanin
Le musée national de Zrenjanin (en serbe cyrillique : Народни музеј ; en serbe latin : Narodni muzej) est situé à Zrenjanin, dans la province de Voïvodine et dans le district du Banat central, en Serbie. Avec l'ensemble du quartier ancien de la ville, le bâtiment qui l'héberge est inscrit sur la liste des entités spatiales historico-culturelles de grande importance de la république de Serbie (identifiant no PKIC 48) et, à ce titre, sur la liste des monuments culturels de grande importance.
Le musée est installé dans l'ancien « palais des Finances » de la ville,.

## Bâtiment

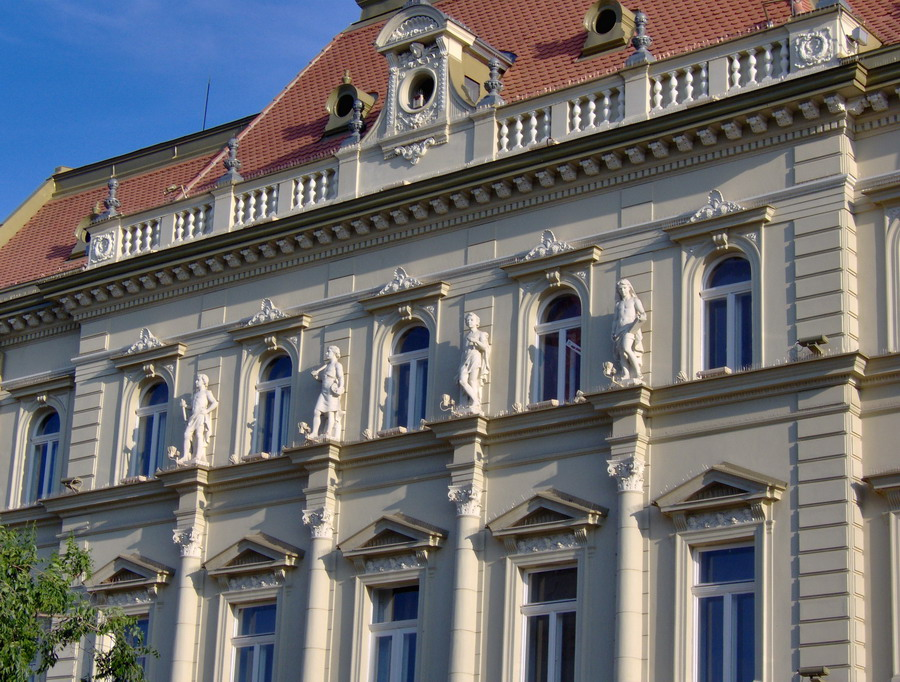
Détail de la façade principale

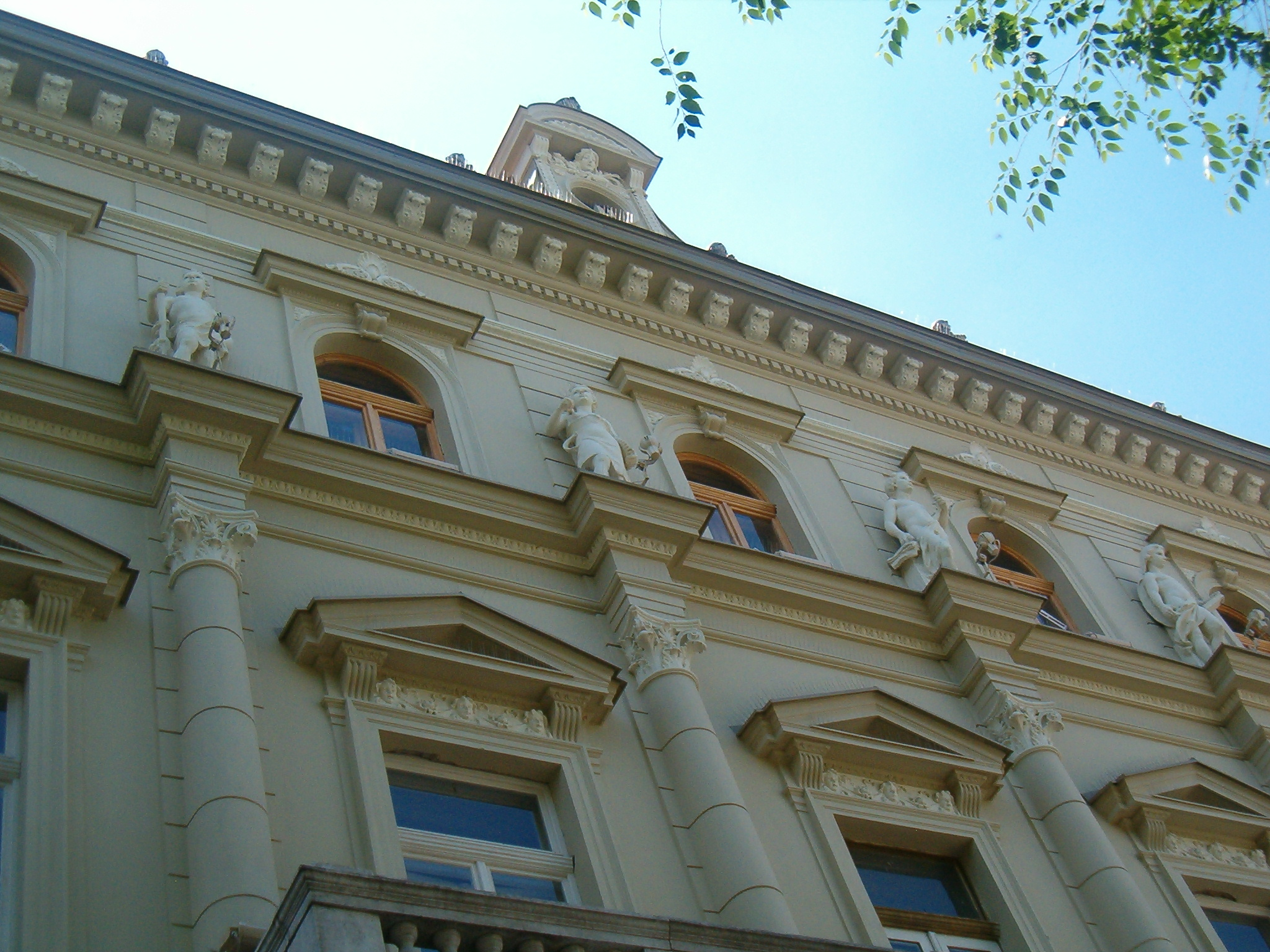
Autre détail

Le palais des Finances, commandité par le ministère des Finances d'Autriche-Hongrie, a été construit en 1893, à une époque d'intense développement urbanistique de Veliki Bečkerek, aujourd'hui Zrenjanin ; il a été dessiné par István Kiss, un architecte de Budapest qui a été un bâtisseur et aussi un théoricien et un professeur travaillant à la Faculté technique de cette ville. Kiss s'est toujours montré intéressé par l'historicisme et a été influencé par l'architecture de la Renaissance italienne. Le Palais est ainsi caractéristique du style néo-Renaissance qui prévaut à cette époque dans la ville et le bâtiment, tout en ayant changé de fonction, a conservé son apparence d'origine. Depuis 1966, il abrite le Musée national de Zrenjanin.
Le bâtiment est constitué d'un rez-de-chaussée et de deux étages qui s'appuient sur un plan dont la forme rappelle la lettre cyrillique « P » de telle sorte que, à l'intérieur, l'édifice forme un ensemble clos. À l'extérieur de cet « atrium », la façade principale est dotée d'une projection centrale peu profonde ; au premier étage de cette avancée se trouve un balcon soutenu par de solides consoles ; au second étage, les cinq fenêtres cintrées sont entourées par des figures allégoriques représentant de qui constitue la puissance de Veliki Bečkerek à la fin du XIXe siècle : l'agriculture, l'industrie, l'artisanat et la science.

## Musée
Le musée comprend des départements d'histoire, d'archéologie, d'art, d'ethnologie et d'histoire naturelle.